# 相良長泰 (島津家臣)
相良 長泰（さがら ながやす、天文5年（1536年） - 寛永6年5月25日（1629年7月15日））は、戦国時代から江戸時代初期にかけての武将。薩摩国島津氏の家臣。元の名は稲留長辰。通称は新助、新右衛門尉、日向守。入道名は閑栖斎。
祖は肥後国相良氏で、相良氏の祖である相良長頼の五男・稲留頼貞の子孫である稲留善助が島津忠国に仕えて以降、代々島津家臣となっていた。長泰の代まで稲留姓であったが、島津義久の使者として相良義陽の元へ赴いた際、義陽の許可を得て以後、相良姓を名乗るようになった。
天正10年（1582年）から八代へ在番、有馬氏への使者を務めるなどし、日向国紙屋の地頭および財部（日向国、大隅国のいずれかは不明）の地頭となった。その後は島津義弘に従い、合志城攻めや高森城攻めに参加して功を挙げた。また、筑紫城攻め、岩屋城攻めの際も副将としてこれに参戦している。
朝鮮の役が始まると、長泰は木脇祐辰と共に船奉行を務め、庄内の乱にも参陣する。慶長5年（1600年）の関ヶ原の戦いの際は長泰は大坂にあり、実窓院（義弘夫人）と亀寿（忠恒夫人）を薩摩へと逃すため、於松という侍女を亀寿の身替りとする謀事の際、平田増宗の指示により長泰は、吉田清孝、上原尚張、新納孫右衛門と共に、於松を大坂屋敷へ送り込む役目を果たした。その後、関ヶ原より退去してきた義弘らと合流、日向国の細島に着くと、伊東氏家臣の稲津重政の軍がいたため、須木から義弘を出迎えるべく現れた村尾重侯の軍勢と共に、これを討ち払った。
寛永6年（1629年）に死去した。その死に際して、島津家久（忠恒）より追悼の和歌が詠まれている。

## 系譜
- 父：稲留伝翁
- 母：不詳
- 妻：伊地知重康の娘
- 生母不明
  - 男子：相良頼豊
  - 男子：相良新吉
  - 女子：島津忠恒側室